# Зуєва Анастасія Валеріївна
Анастасія Валеріївна Зуєва  (рос. Анастасия Валерьевна Зуева, 8 травня 1990) — російська плавчиня, олімпійська медалістка.

## Виступи на Олімпіадах
| Олімпіада   | Дисципліна                      | Місце |
| ----------- | ------------------------------- | ----- |
| Пекін 2008  | плавання на 100 метрів на спині | 5     |
| Пекін 2008  | плавання на 200 метрів на спині | 4     |
| Пекін 2008  | комплексна естафета 4 × 100     | 5     |
| Лондон 2012 | плавання на 100 метрів на спині | 4     |
| Лондон 2012 | плавання на 200 метрів на спині | 2     |
| Лондон 2012 | комплексна естафета 4 × 100     | 4     |

## Зовнішні посилання
- Досьє на sport.references.com [Архівовано 17 грудня 2012 у Wayback Machine.]